# Réponse du secteur de l'éducation à l'abus de substances
La réponse du secteur de l’éducation à l'abus de substances, plus précisément à la consommation d’alcool, de tabac et de drogues désigne les stratégies, les politiques et les pratiques mises en œuvre par les systèmes éducatifs pour traiter ces questions dans les milieux éducatifs.

## Écosystème du secteur de l'éducation
Pour pouvoir répondre efficacement à la consommation de substances psychoactives, le secteur de l’éducation doit fonder l’ensemble de ses approches et interventions sur les meilleures données scientifiques disponibles. Voici quels sont les principaux éléments d’une réponse globale du secteur de l’éducation à la consommation de substances psychoactives :
- Des cadres politiques et stratégiques du secteur de l'éducation, pouvant prendre diverses formes, telles que : politiques obligatoires concernant la consommation de substances psychoactives à l’école ; éducation obligatoire à la santé et à la prévention de la consommation de substances psychoactives ; services de santé scolaire...
- Des programmes scolaires nationaux et sous-nationaux incorporés généralement et plus adéquatement dans un domaine disciplinaire en rapport avec la santé
- Des services de formation et d'encadrement des personnels de l'éducation visant à garantir qu’ils ont les aptitudes requises pour apporter et soutenir des réponses de qualité à la consommation de substances psychoactives dans les écoles.
- Des réponses fondées sur des données probantes au niveau de l'école comprenant des approches de prévention universelle visant à procurer un environnement sain et bienveillant aux enfants et aux jeunes dans et par l’éducation et des mesures de prévention sélective et indiquée ciblant des individus ou des groupes considérés comme particulièrement exposés au risque de commencer la consommation de substances psychoactives ou qui sont déjà impliqués dans la consommation de certaines de ces substances.
- Des services de santé scolaire appropriés, généralement présents aussi bien dans les pays à haut qu’à faible revenu, peuvent jouer un rôle essentiel en matière de prévention, de détection précoce et d’orientation en cas de consommation de substances psychoactives et de troubles liés à la consommation de ces substances, ou dans le cadre d’interventions brèves auprès des élèves qui consomment des substances.
- Une gestion efficace de la réponse du secteur de l'éducation qui mette à disposition les ressources et infrastructures nécessaires à la planification, à la coordination (à la fois entre le secteur de l’éducation et les autres secteurs, et au sein même du secteur de l’éducation), au suivi et à l’évaluation des réponses du secteur de l’éducation à la consommation de substances psychoactives sur le long terme.

## Programme scolaire
La consommation de substances psychoactives est l’un des importants problèmes sociaux et sanitaires auquel la société charge le secteur de l’éducation de remédier par le biais des programmes, en plus d’autres domaines de prévention comportementale, comme la santé mentale, la santé sexuelle, la nutrition ou le harcèlement. Dans les programmes, l’éducation à la prévention de la consommation de substances psychoactives est habituellement et de la manière la plus appropriée insérée dans une matière liée à la santé (portant des noms variés : vie active saine, santé et vie familiale, santé et éducation physique, éducation aux compétences personnelles et sociales, éducation à la santé et à la carrière, éducation aux compétences utiles dans la vie courante, etc.).
Beaucoup d’écoles choisissent aussi de compléter ou de remplacer l’enseignement standard des compétences utiles dans la vie courante ou autre programme relatif à la santé par un programme « manuelisé », autrement dit, un programme standardisé à l’aide de manuels et de protocoles destinés aux personnes chargées de le mettre en oeuvre. La recherche a montré l’efficacité de cette approche pour la prévention de la consommation de substances psychoactives plus tard dans la vie et/ou une santé mentale résiliente ou l’acquisition de compétences utiles dans la vie courante ou de compétences académiques.
Un programme scolaire destiné à prévenir la consommation de substances psychoactives avant l’âge moyen lors de la première consommation s’adresse aux enfants âgés d’environ 6 à 12 ans. L’âge moyen lors de la première consommation variera en fonction de la situation nationale ou locale. Le programme scolaire d’éducation à la prévention correspondant à cette période est centré sur ce qu’on appelle « l’éducation à la santé fondée sur l’acquisition de compétences ». Il vise à développer des compétences personnelles et sociales clés comme celles qui favorisent un développement émotionnel et social sain à cet âge, et protègent de la consommation ultérieure de substances psychoactives. Outre qu’elle protège de la consommation ultérieure de substances psychoactives, il a été prouvé que l’éducation fondée sur les compétences exerce un effet positif sur d’autres comportements en général qui peuvent être liés à certaines problématiques pendant l’enfance, tels que la participation scolaire, la performance académique, l’estime de soi, le bien-être mental, la gestion de soi et d’autres compétences sociales (outre l’Australie, le Canada, les États-Unis et l’Europe, on possède aussi des données à cet égard en provenance d’Afrique, d’Amérique latine et d’Inde).

## Réponses fondées sur des données probantes au niveau des écoles
Comme il ressort des recherches, l’enseignant qui a bénéficié d’une formation est plus enclin à transmettre des contenus de prévention axés sur l’acquisition de compétences et à suivre fidèlement les méthodes prévues dans le programme. Il est capable d’adapter ces méthodes en fonction de sa manière d’enseigner et de ses aptitudes professionnelles, tout en préservant les éléments essentiels du programme. Au niveau des écoles elles-mêmes, on distingue deux catégories d’approches pour répondre à la consommation de substances psychoactives.

### Prévention universelle
La prévention universelle fait référence à des stratégies qui s’adressent à l’ensemble de la population scolaire dans le but de prévenir la consommation de substances psychoactives. Cette approche vise à réduire les risques de la population cible, que ce soit tous les élèves ou bien les élèves d’un même âge ou d’une même année scolaire, en leur inculquant des connaissances et des compétences destinées à les protéger vis-à-vis de cette pratique ou en modifiant les politiques et l’environnement scolaires de façon à prévenir et réduire la consommation de substances psychoactives chez tous les élèves.

### Prévention séléctive
La prévention sélective et indiquée cible des individus ou des groupes considérés comme particulièrement exposés au risque de consommation de substances psychoactives ou ayant déjà manifesté des comportements liés à cette consommation. Ces approches consistent dans un cas à repérer les individus ou les groupes à risque et à cibler les efforts de prévention sur ces individus ou groupes, et dans un autre cas à repérer les individus ou les groupes qui présentent des signes précoces de consommation de substances psychoactives et à intervenir.

## Services de santé scolaire appropriés
Les services de santé scolaire sont le plus souvent assurés par un personnel infirmier et, parfois, aussi par des médecins, psychologues, psychiatres, dentistes, travailleurs sociaux et conseillers. Compte tenu de sa formation professionnelle, le personnel infirmier est particulièrement bien placé pour jouer un rôle central auprès des services de santé scolaire et dans le domaine de la prévention de la consommation de substances psychoactives. En qualité de professionnel de santé, il peut :
- Assurer une éducation à la prévention dans l’école (par ex. sur l’utilisation par les enfants et les jeunes de médicaments à d’autres fins que celles prescrites),
- Repérer et gérer en toute sécurité une situation nouvelle dans la communauté (par ex. l’apparition d’un nouveau mode d’utilisation de substances psychoactives),
- Aider les familles et les enseignants à repérer les signes et les symptômes de la consommation de substances psychoactives, de même que les facteurs de risque liés à cet usage (anxiété, dépression, déficit d’attention par exemple) et les aider à renforcer les éléments protecteurs contre la consommation de substances psychoactives comme la santé mentale résiliente,
- Identifier les besoins que peut avoir un élève de faire usage de substances psychoactives et y répondre, aider les élèves ou leurs familles à trouver les personnes-ressources compétentes et les guider dans leur recherche de services spécialisés,
- S’il a reçu une formation adéquate, effectuer des interventions brèves auprès d’élèves pour répondre efficacement à la consommation de substances psychoactives[9],
- Repérer et gérer les cas d’urgence (par ex. overdose) jusqu’à leur prise en charge par les services médicaux d’urgence et assurer le suivi avec le prestataire de soins de santé,
- Sensibiliser la communauté aux problèmes touchant à la santé des enfants et des jeunes,  motiver et former d’autres professionnels ou membres de l’école pour qu’ils adhèrent au projet de prévention et intègrent au programme scolaire des contenus validés par des données probantes en rapport avec la consommation de substances psychoactives.

Le secteur de l’éducation nationale a clairement pour mission de répondre à la consommation de substances psychoactives à travers un discours politique qui, généralement, invite le système éducatif à assumer la responsabilité de promouvoir auprès des élèves « la santé et la sécurité », des « modes de vie sains » ou « des compétences indispensables à la vie courante ». Par exemple, au sein de la région Europe orientale et Asie centrale, la plupart des pays poursuivent l’objectif primordial de prévention de la consommation de substances psychoactives psychoactives en adoptant des lois éducatives obligeant les écoles à développer des compétences et à promouvoir une culture encourageant des modes de vie et des comportements sains chez les enfants et les jeunes. Dans ce cadre, les politiques de prévention de la consommation de substances psychoactives des secteurs de l’éducation nationaux ont pris diverses formes, que l’on peut classer comme suit :

### Politiques obligatoires concernant la consommation de substances psychoactives à l’école
Les politiques nationales peuvent établir des politiques scolaires obligatoires de prévention de la consommation de substances psychoactives et de leurs conséquences sanitaires et sociales dans les écoles. Il s’agit le plus souvent de l’interdiction pure et simple des substances psychoactives (consommation, vente, publicité) dans l’enceinte des établissements scolaires ou leurs environs immédiats. La réglementation scolaire relative à la consommation de substances psychoactives s’étend aussi souvent aux comportements des enseignants et des autres adultes, et aux politiques concernant la gestion des incidents liés à la consommation de substances psychoactives dans l’enceinte scolaire.

### Éducation obligatoire à la santé et à la prévention de la consommation de substances psychoactives
Les politiques nationales de l’éducation peuvent instituer l’obligation pour les écoles de dispenser une éducation et une formation concernant la santé et/ou la consommation de substances psychoactives. Celles-ci sont souvent incorporées à d’autres disciplines, comme les sciences ou l’éducation physique, ou constituent un enseignement sanitaire ou de formation aux compétences personnelles distinct. Ceci implique souvent que les méthodes et les contenus préventifs font partie de la formation obligatoire des enseignants.

### Prestation de services de santé scolaire
Les politiques nationales peuvent rendre obligatoire la mise en oeuvre de services de santé scolaire. Ceux-ci permettent d’offrir un ensemble de services sanitaires accessibles aux élèves comprenant des services de prévention, et des services médicaux/infirmiers généralistes ou d’urgence. Ils peuvent faire appel à un éventail de personnels, telles qu’infirmières scolaires, conseillers, psychologues scolaires et autres professionnels de la santé mentale. Ces services contribuent souvent à l’éducation préventive, au développement de la santé scolaire et aux politiques relatives à la consommation de substances psychoactives, au dépistage et aux interventions précoces et aux connexions avec les services sociaux et sanitaires.

### Normes nationales de qualité pour les efforts de prévention en milieu scolaire
La prévention de la consommation de substances psychoactives à l’école peut être encouragée et guidée par des normes de qualité. Elles sont de plus en plus nombreuses (par ex. Normes de qualité européennes pour la prévention de la toxicomanie.

### Suivi de la consommation de substances psychoactives chez les enfants et les jeunes
Certains pays participent à un suivi mondial ou régional ou effectuent un suivi national de la prévalence de la consommation de substances psychoactives chez les enfants et les adolescents. Il ne s’agit pas d’une activité du secteur de l’éducation en soi, mais elle n’en indique pas moins le caractère prioritaire de cette question, apportant une mesure de validation et, surtout, des conseils, pour les activités de prévention en milieu scolaire.

## Cadres internationaux guidant la réponse du secteur de l’éducation
La réponse nationale du secteur de l’éducation à la consommation de substances psychoactives sera d’autant plus crédible, et aura le plus de chances d’être soutenue, qu’elle s’appuiera sur des priorités sociétales plus larges. Une série d’instruments internationaux prévoient, de manière plus ou moins explicite, la responsabilité incombant aux divers secteurs, y compris au secteur de l’éducation, de prévenir et de réduire le plus possible les dommages causés par la consommation de substances psychoactives chez les enfants et les jeunes. Les principaux sont les suivants :

### Initiatives politiques internationales stipulant le droit des enfants et des jeunes à la santé et à la sécurité
- Pacte international relatif aux droits civiques et politiques (1966) ;
- Convention des Nations unies relative aux droits de l’enfant (1989) ;
- Cadre d’action de Dakar - Éducation pour tous (2000) et Déclaration d’Incheon - Éducation 2030 : vers une éducation inclusive et équitable de qualité et un apprentissage tout au long de la vie pour tous (2015) ;
- Déclaration et Plan d’action « Un monde digne des enfants » (2002) ;
- Cadre mondial de suivi des Nations unies (2013)[1].

### Conventions récentes axées sur la gestion des substances psychoactives et de leur consommation en appelant à une action générale
- Convention-cadre de l’OMS pour la lutte antitabac (2005) ;
- Déclaration politique et Plan d’action sur la coopération internationale en vue d’une stratégie intégrée et équilibrée de lutte contre le problème mondial de la drogue (2009) ;
- Stratégie mondiale de l’OMS visant à réduire la consommation nocive de l’alcool (2010)[1].

### Conventions internationales des Nations Unies offrant un cadre aux efforts de lutte contre l’offre et la demande de drogues illicites
- Convention unique sur les stupéfiants (1961) ;
- Convention sur les substances psychotropes (1971) ;
- Convention contre le trafic illicite de stupéfiants et substances psychotropes (1988)[1].

### Initiatives plus récentes pouvant orienter et mandater les réponses du secteur de l’éducation
- Dans le Programme de développement à l’horizon 2030 adopté en 2015, les États membres des Nations unies se sont engagés à renforcer la prévention et le traitement de l’abus de substances psychoactives d’ici à 2030 (sous objectif 3.5).
- La Commission des stupéfiants (CND) a appelé les États membres à « concevoir et mettre en place, selon qu’il convient, un vaste système de prévention primaire et d’intervention précoce fondé sur des données scientifiques, telles que les Normes internationales en matière de prévention de l’usage de drogues et d’autres mesures telles que des activités pédagogiques et des campagnes interactives » (CND, 2014).
- Le Document final de la Session extraordinaire des Nations unies sur le VIH/SIDA (UNGASS) sur la drogue, organisée en 2016, souligne la nécessité d’adopter une démarche équilibrée, basée sur la santé et les droits de l’homme, pour s’attaquer au problème mondial de la drogue, et réaffirme l’importance de la prévention et du traitement[1].

## Sources
- Cet article est partiellement ou en totalité issu de la page « Réponses du secteur de l'éducation à la consommation d'alcool, de tabac et de drogues » de UNESCO, le texte ayant été placé par l’auteur ou le responsable de publication sous la CC BY-SA 3.0 IGO